# Тужа-Мала (Млавський повіт)
Тужа-Мала (пол. Turza Mała) — село в Польщі, у гміні Ліповець-Косьцельний Млавського повіту Мазовецького воєводства.
Населення — 326 осіб (2011).
У 1975-1998 роках село належало до Цехановського воєводства.

## Демографія
Демографічна структура станом на 31 березня 2011 року:
|          | Загалом | Допрацездатний вік | Працездатний вік | Постпрацездатний вік |
| -------- | ------- | ------------------ | ---------------- | -------------------- |
| Чоловіки | 157     | 42                 | 95               | 20                   |
| Жінки    | 169     | 43                 | 80               | 46                   |
| Разом    | 326     | 85                 | 175              | 66                   |